# 希慎隧道
希慎隧道（英語：Heysen Tunnels）是南澳州東南公路中一段雙管隧道，穿過樂富泰山脈的鷹山。於2000年5月正式通車，為東南公路阿德萊德至嘉佛士延長段一部份。希慎隧道平均每日行車量達45,700輛。
車身高過5.3米之車輛不得進入希慎隧道，基礎建設運輸署在嘉佛士（Crafers）及柯士文山（Mount Osmond）兩個交匯處裝設鐳射偵測器監察及相關警告牌，確保超出限制之車輛不會駛入希慎隧道。
隧道以南澳州著名藝術家及慈善家希慎爵士命名。

## 歷史
由於連接阿德萊德至嘉佛士的白加山道曲折陡峭，該路最急的髮夾彎更被稱為「魔鬼手臂」（英語：The Devils Elbow），不時發生交通意外；使東南公路延長段工程更為迫切。1965年5月16日，時任澳洲總理保羅·基廷宣佈興建阿德萊德至嘉佛士的一段新公路，該公路為希慎隧道的前身。
最後南澳州政府在1998年動工興建穿越鷹山的希慎隧道，當局採用隧道挖掘機以每日3米貫通全長500米的隧道，並於同年貫通，在2000年5月正式通車。東南公路全段延長段在2000年3月5日啓用，由時任總理何華德主持開幕儀式。此為當時南澳州最大型的道路工程計劃，斥資151億澳元，由澳洲聯邦政府全資興建。

## 參考文獻

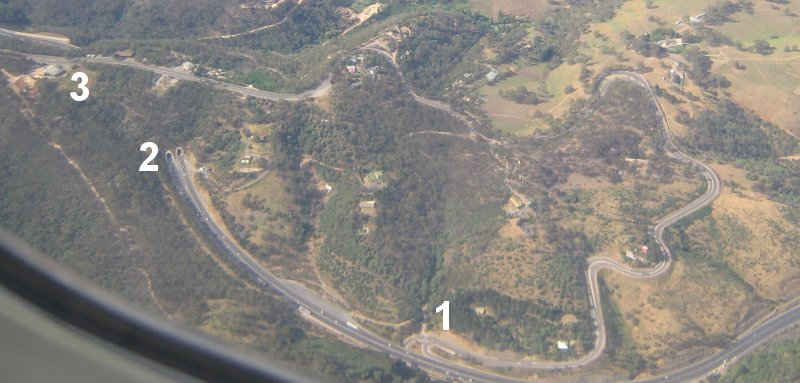
東南公路阿德萊德－嘉佛士公路段：鷹山（3）位於希慎隧道（2）上方，而迂迴曲折的舊路為俗稱為「魔鬼手臂」的白加山道（1）